# Shirley Dysart
Shirley Theresa Dysart est une femme politique canadienne née le 22 février 1928 à Boston (Massachusetts) et morte le 14 décembre 2016 à Saint-Jean (Nouveau-Brunswick).

## Biographie
Shirley Dysart a été ministre de l'Éducation du 27 octobre 1987 au 8 octobre 1991, où sa plus grande réalisation est l'instauration d'un programme public universel de prématernelle à temps plein. Elle est la première femme à présider l'Assemblée législative. Elle s'implique en tant que bénévole et a contribué à des organismes comme  la Galerie d'art Beaverbrook, le New Brunswick Summer Music Festival, les Services à la famille, l'Irish Canadian Cultural Association of New Brunswick et le Théâtre Nouveau-Brunswick. Elle est faite membre de l'ordre du Canada en 2004.

## Honneur
- Membre de l'Ordre du Canada